# NGC 15

NGC 15

إن جي سي 15 أو NGC 15 في الفهرس العام الجديد هي مجرة حلقية خافتة جدا تقع في اتجاه كوكبة الفرس الأعظم على بعد يقدر بحوالي 295 مليون سنة ضوئية 92 مليون فرسخ فلكي ويبلغ قطرها حوالي 90,000 سنة ضوئية.تم اكتشافها في 30 أكتوبر 1864 من قبل عالم الفلك الألماني ألبرت مارث.

## وصلات خارجية
- NGC 15 على موقع ويكي سكاي: DSS2, SDSS, GALEX, IRAS, Hydrogen α, X-Ray, Astrophoto, Sky Map, Articles and images